# Cortinarius pallidus
Cortinarius pallidus är en svampart som beskrevs av Peck 1889. Cortinarius pallidus ingår i släktet Cortinarius och familjen spindlingar.   Inga underarter finns listade i Catalogue of Life.